# Гильом I (граф Перигора)
Гильом I (фр. Guillaume I; ум. 918) — граф Перигора.

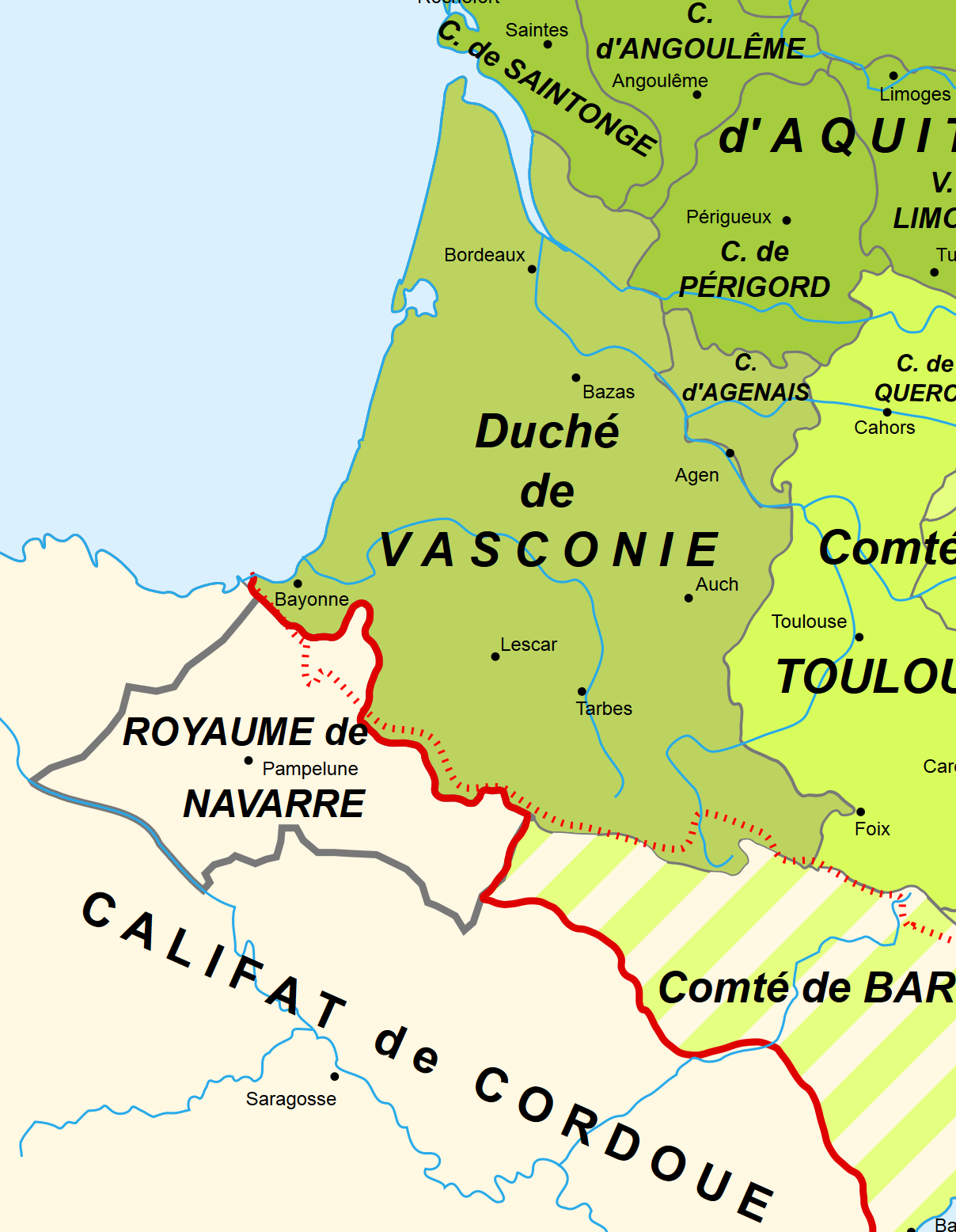
Перигор и Аженуа на карте Франции X-XI века

Родился ок. 870 года. Второй сын Вульгрина, графа Ангулема и Перигора. После смерти отца (3 мая 886 года) унаследовал Перигор и Аженуа.
После 902 года был вынужден уступить Ажен Эблю, графу Пуатье) (по другим данным, тот захватил этот город позже — в правление Бернара).

## Семья
Жена (892) — Регилинда, дочь тулузского графа Раймонда II.
Дети:
- Бернар (не позднее 895—950), граф Перигора и Ангулема,
- не известный по имени сын, упоминается в хартии 936/942 года как брат Бернара.

Некоторые источники XIX века называют двух дочерей:
- Эмма, жена Бозона I, графа де Ла Марш. На самом деле она внучка Гильома I, дочь Бернара.
- Санция, жена Адемара, графа Пуатье. На самом деле она сестра Гильома I.